# Prakashi Tomar

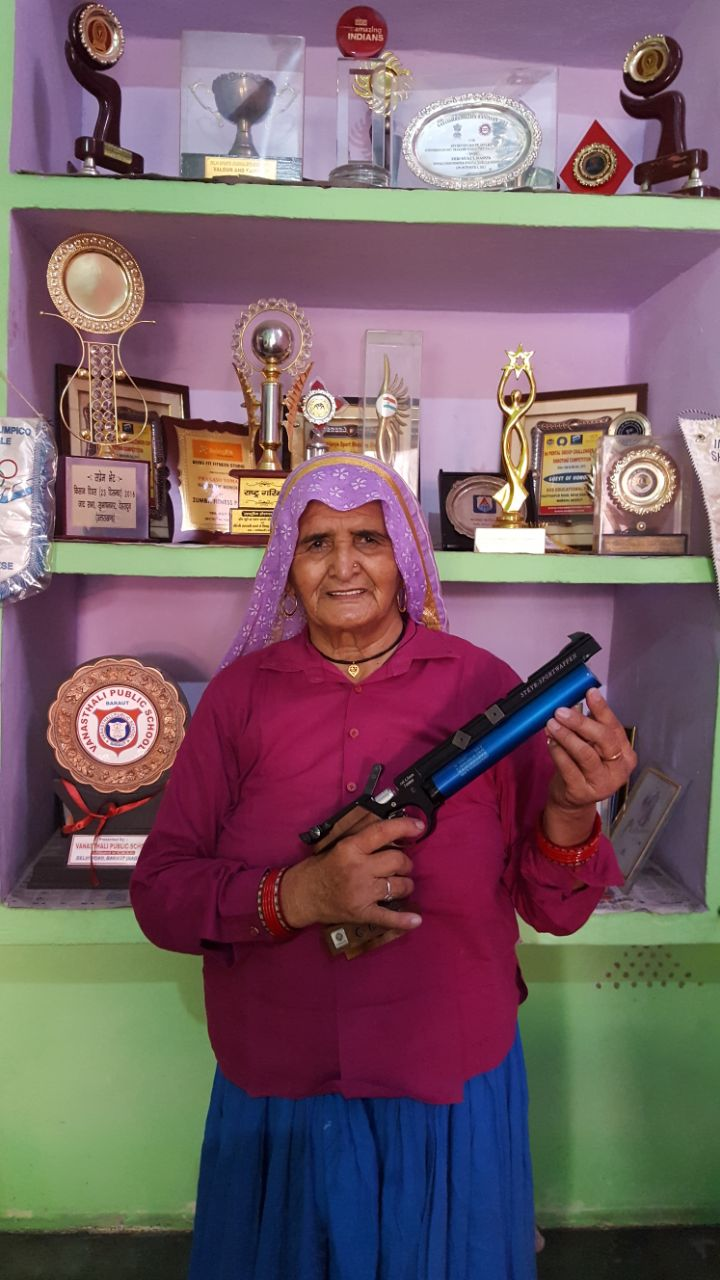
Prakashi Tomar (2017)

Prakashi Tomar (Hindi प्रकाशी तोमर; * 1. Januar 1937 in Johri, Baghpat (Distrikt) im Bundesstaat Uttar Pradesh) ist eine der ältesten Scharfschützinnen der Welt und eine Kultfigur in der Welt der Sportschützen.

## Leben und Wirken
Prakashi Tomar lebt in dem Dorf Johri im Norden Indiens. Sie ist mit Jai Singh verheiratet und hat acht Kinder und zwanzig Enkel, die gemeinsam mit ihr und der Familie ihrer fünf Jahre älteren Schwägerin Chandro Tomar (1932–2021) in einer Art Großfamilie lebten. Die Männer arbeiteten auf dem Feld und bauten Zuckerrohr und Weizen an, während die Frauen kochten und das Vieh hüteten.
Eines Tages wollte Seema Tomar, ihre Tochter, sich auf dem dörflichen Schießstand versuchen. Chandro Tomar, die sie begleitete, um sie zu ermutigen, traf mit dem ersten Schuss ins Schwarze. Dies kam Prakashi Tomar zu Ohren, sie versuchte es auch und sie tat es ihr gleich. Ermutigt von dem Trainer Farooq Pathan, der sofort die ruhige Hand und das scharfe Auge erkannte, begannen alle drei mit dem Training auf dem Schießstand. Die beiden Scharfschützen-Omis wurden zu den ältesten Scharfschützinnen der Welt und auch in den nächsten beiden Generationen trainierten mehrere Schützinnen erfolgreich. Prakashi Tomar hat seit 1999 über 25 nationale und internationale Meisterschaften gewonnen und ist mit hunderten von Medaillen geehrt worden.
Inzwischen haben mehr als 500 Mädchen, die auf dem Schießstand in Johri trainiert wurden, eine Anstellung bei der Armee, der Marine, der Luftwaffe oder als Leibwächterinnen und Trainerinnen in Sportakademien gefunden.

## Auszeichnungen
- 2016: Stree Shakti Puraskar
- 2017: Icon Lady award

## Film
- Saand Ki Aankh/Bull's eye  ist ein Film von Tushar Hiranandani, der 2019 herausgebracht wurde. Der Film ist an die Biografien von Chandro und Prakashi Tomar angelehnt.

## Weblink
- A Day with Shooter Daadis (englisch)